# 펠레 마르티네스
펠레 마르티네스(Fele Martínez, 1975년 2월 22일 ~ )는 스페인의 배우이다.

## 출연 작품
- 오픈 유어 아이즈